# Ignazio De Genova di Pettinengo
Ignazio De Genova di Pettinengo (Biella, 28 febbraio 1813 – Moncalieri, 2 novembre 1896) è stato un politico e generale italiano.

## Biografia
Militare di carriera d'artiglieria del Regno di Sardegna. Promosso colonnello nel 1848, nel 1850 è vicecomandante della Reale accademia militare di Torino. Nel giugno 1851 è Intendente generale d'armata e nel 1858 è nominato maggior generale.
Il 7 settembre 1860 raggiunse il grado di tenente generale.
Fu eletto deputato alla Camera del Regno 'Italia nel febbraio 1861 e rieletto nel 1865 . Dal settembre 1861 fu Luogotenente generale del re nelle province siciliane, fino al 5 gennaio 1862.
Nel 1864 è Presidente del Consiglio superiore per gli istituti di istruzione e di educazione militare.
Dal 31 dicembre 1865 al 22 agosto 1866 fu ministro della Guerra del regno d'Italia, nei governi La Marmora III e Ricasoli II.
Fu nominato senatore del Regno nel 1868.
Ricoprì la carica di Comandante Generale dell'arma dei Carabinieri dal 18 maggio al 3 novembre 1877.
Fu decorato di due medaglie d'argento al valor militare.